# I Prophesy Disaster
I Prophesy Disaster è una raccolta dei Van der Graaf Generator pubblicata nel 1993 da Virgin Records in formato CD.

## Tracce
1. Afterwards – 4:55
2. Necromancer – 3:38
3. Refugees (single version) – 6:23
4. The Boat of Millions of Years – 3:50
5. Lemmings (including Cog) – 11:37
6. W – 5:04
7. Arrow – 9:45
8. La Rossa – 9:52
9. Ship Of Fools – 3:43
10. Medley (parts of "A Plague Of Lighthouse Keepers" and "The Sleepwalkers") – 13:41

## Formazione
- Peter Hammill – voce, pianoforte, chitarra
- David Jackson – sassofono, flauto, voce di supporto
- Hugh Banton – tastiere, basso elettrico, voce di supporto
- Guy Evans – batteria
- Nic Potter – basso elettrico
- Keith Ellis – basso elettrico
- Graham Smith – violino
- Charles Dickie – violoncello